# しりとり

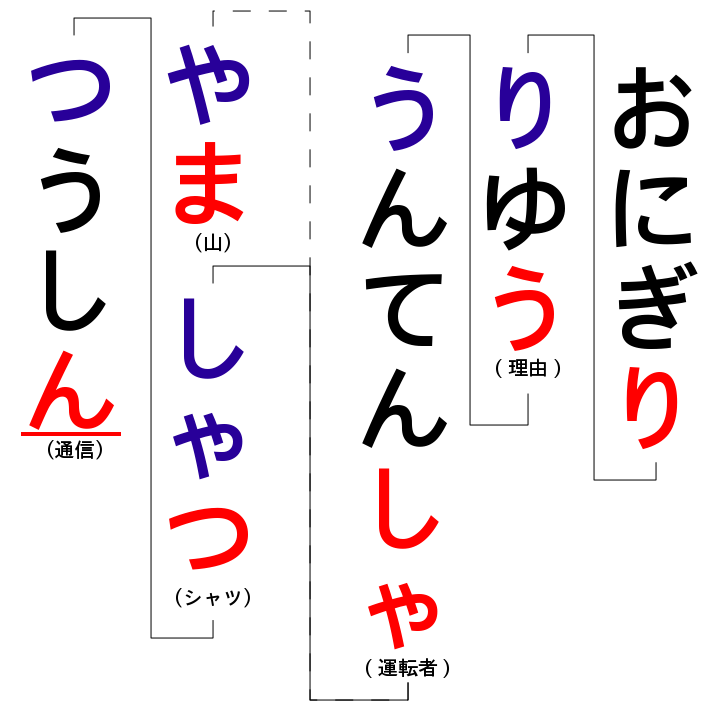
しりとりの実例

しりとり（漢字表記：尻取）とは、言葉遊びの一つである。参加人数は何人でもよい。
本項では主に日本語のしりとりについて解説する。
名称の由来は「ルール」の項にもあるように、単語の最後の文字（尻）を取って、その尻字から始まる単語を出して継続させることに由来するため、漢字表記は「尻取」である。

## ルール
まず参加者のうちの一人が、最初に適当な単語を言う（最初に言う単語は「しりとり」とするルールもある）。以降の人は順番に、前の人が言った単語の最後の文字（つまり『尻』=語末 である）から始まる単語を言っていく。
日本語には「ん」で始まる単語がほぼ皆無に等しいため、通常は「ん」で終わる単語を言ってしまうと負けになる。
ただし、外来語や固有名詞も含めると「ん」から始まる言葉は決して皆無ではないため、稀に変則的なルールとして「ん」から始まる言葉を可とすることもある。ほとんどの場合は不可。
- 「ん」で始まる具体的な言葉はアフリカに多く、ンジャメナ（チャド共和国の首都）、ンゴロンゴロ保全地域（タンザニア連合共和国中央部に存在する世界遺産登録の自然保護・保全地域）、ンデベレ族（アフリカの部族名）、ンビラ（アフリカの民族楽器）、ンドゥール（人名。ユッスー・ンドゥールなど）、ンクルマ（人名。クワメ・ンクルマなど）、ンニャーコ（タンザニアの遊び）などがある。また、日本では栂（つが）を人名で「んが」と読むことがある。この他、古典落語の演目の1つに「ん廻し（んまわし）」がある。

また、日本語にはラ行、とくに「る」で始まる単語が極めて少なく、ほとんどの人は早いうちに「る」で始まる単語を使い切ってしまうため、しりとりで「る」で終わる単語を何回も使うと、次の人は負けになる確率が高い。そのため、しりとりで負ける確率を低くするためには、外国語も含めて「る」で始まる単語をできるだけ多く知っておくことが重要である。それと同時に、しりとりで有利になるためには、「る」で終わる単語をできるだけ多く知っておくのも効果的である。事実、『トリビアの泉』で行われた「広辞苑を用いた最長しりとりの検証」でも最後に来る言葉は「るすばん」のような「『る』から始まって『ん』で終わる言葉」であった。特に、駅名しりとりの場合は留辺蘂駅しか存在しない。
しりとりの変形として「さよなら三角またきて四角、四角は豆腐、豆腐は白い…」のように連想でつないでいく「しりとり」もある。
細かいルール（ローカルルール）は地方・個人によって少しずつ違いがあり、いわゆる公式の統一ルールは存在しないが、だいたいは次のようなルールで行われる。
- 挙げる単語は名詞に限る。
  - 名詞の中でも固有名詞の扱いは多少の差異がある。一般的な常識としてよく知られた固有名詞（たとえば国名や大都市の名前、企業名、有名人等）ならば使用可能とするルール、友人の名前や自分の住んでいる地域の名前など一般的ではないが参加者は全員理解できる固有名詞なら使用可能とするルール、厳格に固有名詞は使用不可とするルールなどがある。
  - また、数詞は名詞の一種とされるが、しりとりにおいては基本的に使用禁止である。これは、「10001」「10232」といった具合に最後が「ん」にならないように気をつけさえすればいくつでも単語が出来てしまう上、「1回」「1度」「1区」のように単位と組み合わせればさらに簡単に大量の単語を生み出せるからである。
  - なお、挙げる単語は既存の単語であることが大前提となっているが、多くの場合専門の審判を置かず参加者同士のセルフジャッジによって行われるため、実際は既存の単語であっても解答者以外の参加者が既存の単語かどうかを見極められない単語は使用を認められない可能性がある。具体的に何が認められて何が認められないかはその場の参加者の合議となるであろうが[7]、参加者の属性次第では特定分野の専門用語や方言、ある世代間でのみ流行した商品の名前や概念を示す言葉などは解答者以外の参加者が既存の単語であることを知らないという理由で却下される可能性がある。

- 「○○の△△」「○○と××」のような形で構成される句を使ってはいけない。
  - 「桜の木」は不可。ただし、「こどもの日」はそれ自体が祝日の名前であるため可とするルールもある。他にも「となりのトトロ」「罪と罰」「ハリー・ポッターと賢者の石」のように作品名であれば可とするルールもある（ただし固有名詞が使用不可のルールの場合は使用禁止）。

- 「蚊（か）」「目（め）」など一文字の名詞も可とするルールも存在する。

- 最後の長音は母音とするルールと、無視するルール、長音を含みながら答えるルールと、負けになるルールがある[8][9]。
例：「ミキサー（ミキサア）」→「アイスクリーム」（長音は母音のルール）/「サンドバッグ」（長音は無視のルール）/「サーキット」（長音を含むルール）
- 最後の文字が小文字（ぁ、ぃ、ぅ、ぇ、ぉ、ゃ、ゅ、ょ、っ）の場合、もとの文字に戻すルールと、そのままのルール、負けになるルールがある[9]。
例：「滑車（かっしゃ）」→「やり」（大文字に戻すルール）/「しゃくなげ」（大小文字一ペアを採用するルール）
- 最後の文字が濁音・半濁音の場合、「゛（濁点）」「゜（半濁点）」を取っていいルールと、取ってはいけないルールがある[10]。
例：「ストーブ」→「ブランコ」か「フルーツ」または「プール」（濁点・半濁点無視のルール）/「ブランコ」（濁音・半濁音採用のルール）
- ただし、上のルールで、「゛」を取ってはいけないルールの時、尻の文字が、「ぢ」（例：「鼻血（はなぢ）」）、「づ」（例：「木更津（きさらづ）」）になった時には、現代仮名遣いに「ぢ」、「づ」で始まる言葉がほとんど無いので、特例として「じ」、「ず」に、変えていいという決まりがある。
例：「鼻血（はなぢ）」→「地獄（じごく）」等
  - ただ、特殊単語としてヂヂリウム、ヂャイアント、漬けマグロなどの言葉もある。
- 1度出た単語をもう一度言ってしまうと負けになる。ただし同一語を言った後、訂正することも可。
  - 派生として、発音が全く異なる単語でもその意味や内容がほぼ同一である場合、1度出た単語と他の単語を組み合わせた場合、同音異句（同音異義語も含む）も既出と見なされ、負けとなるルールもある。

例：「高校（こうこう）」が出た後「高等学校（こうとうがっこう）」と答えた場合。この場合は一般的な略称の後に正式名称を答えた場合であり、全く同一の内容であるため、既出と見なされることがある。
例：「蜘蛛」が出た後「雲」と答えた場合。同音異句であるため、既出と見なされることがある。
例：「からくり」が出た後「からくり屋敷」と答えた場合。1度出た単語に別の単語を組み合わせたものであるため、既出と見なされることがある。
- 制限時間を設けて難易度を上げることもある。
- 数字・アルファベットで終わる単語が入ってきた場合など、日本語外の『尻』の場合のルールは多岐に渡る。
例：音を採用（カナ化）して続ける、字を採用してその字で始まる単語を続ける、無効とする、など。

## 派生ルール
難易度を上げるために考案されたいくつかの派生ルールもある。
- 1字攻めの禁止。
  - 前回と同じ字に当たるようにして単語を詰めていく戦法がある。これを禁止するために前回の文字と同じ文字にしてはいけない。

例：「しりとり」→「りし」→「しまうま」→「まわし」→「しんどう」→「うし」・「しりとり」→「りんご」→「ゴキブリ」→「りす」→「すり」など。
- 「テーマしりとり」（山手線ゲーム）にして、言ってよい言葉に制約をつける。(『マジカル頭脳パワー!!』の「なかまでシリトリ」。)
例：食べられるものだけ、歴史上の人物だけ、地名だけ、など
例1：食べ物だけでしりとりを続ける。飲み物や調味料も可。
例：「しりとり」 → 「りんご飴」 → 「目刺し」 → 「塩」 → 「オムレツ」 ...
例2：山に関する名称だけで、しりとりを続ける。ただし、山名の「山」、「ヶ」、「岳」、「岩」などの最後の山に関連する語句を除去する。
例：「槍ヶ岳（やり）」→「竜ヶ岳（りゅう）」→「空木岳（うつぎ）」→「行者岩（ぎょうじゃ）」→「八ヶ岳（やつ）」→「燕岳（つばくろ）」→「六百山（ろっぴゃく）」→「黒沢山（くろさわ）」→「鷲羽岳（わしば）」→「祖母岳（ばあ）」→「赤石岳（あかいし）」→「塩見岳（しおみ）」→「緑岳（みどり）」→「龍王岳（りゅうおう）」→「兎岳（うさぎ）」...
- 最後の2文字を続ける。この場合最後の文字でなく、最後から2番目の文字に「ん」が入る単語（○○ん○）が出ると負けになる[11]。
例：「みかん」→「かんきり」→「きりぎりす」→「りすとら」→「とらぶる」...
  - 派生で「ん」で終わる言葉に限定するものもある。
例：「臨時便」 → 「備長炭」 → 「タンドリーチキン」 → 「金柑」 ...
- 濁音と半濁音に限定する。
例：「外国語（がいこくご）」→「ゴシップ」→「プライド」...
- 今までに出た単語を暗記して最初から全て繰り返す（『マジカル頭脳パワー!!』の「おぼえてしりとり」。『ブレインサバイバー』ではサバイバルしりとりと呼ばれた。一般的には八百屋さんゲームとも呼ばれる）
例：「しりとり」→「しりとり、りんご」→「しりとり、りんご、ゴースト」...
- 1回につき2個のしりとりを行う（『マジカル頭脳パワー!!』の「ダブルしりとり」）。
例：「しりとり、リスク」→「車（くるま）、魔法（まほう）」→「うさぎ、銀行（ぎんこう）」...
- ダブルしりとりの派生として、二つの語句でしりとりをして、その二つの語句に関係性なくてはいけないというルールのものもある 「しりとり/言葉遊び」→「林檎/枇杷」→「五位堂/稚内」→「梅/芋」...
  - さらなる派生として、「同じ意味の言葉の日本語と英語」でしりとりする。例：「的/target」→「塔/tower」→「ウサギ/rabbit」
- 普通のしりとりとは逆に、前の人が言った単語の最初の文字で終わる単語を答える。「逆さましりとり」「あたまとり」と呼ばれることもある。『マジカル頭脳パワー!!』では「あ」で始まる言葉はアウトとなっていたが、「あ」で終わる単語は存在する。
例：「しりとり」→「寿司（すし）」→「カボス」...
- 脳内エステ IQサプリやロンQ!ハイランドでは、3文字の言葉の真ん中の文字から始まる別の3文字の言葉を作る。脳内エステ IQサプリのサプリメント#なかとりサプリを参照。
例：「はなわ」→「なずな」→「ずろく」
- 単語の最後が「あ段」で終わる場合、その行の「お段」の言葉で始まる言葉を答える。このとき、その行をあ段からえ段までを述べた後、その行のお段で始まる言葉を答えることになる（『マジカル頭脳パワー!!』では「あいうえおしりとり」）。
例：「しりとり」→「理科（りか）」→「かきくけ、こっぷ」
- 単語の文字数を制限する。長音は1文字として数えるが、拗音の扱いはルールによって異なる。
  - 使えるのは3文字の単語だけで、リズムに乗って答える。『めちゃ×2イケてるッ!』のコーナー「七人のしりとり侍」を参照。
  - 基本的なルールは通常のしりとりと同じだが、次の人は前の人より一文字多い言葉を完成させなければならない。『はねるのトびら』のコーナー「しりたしキャバクラ」を参照。

- 参加者でいくつかNGワードを設定する。
  - 推理力と連想力が試されるルール、特に頻出語句である「りんご」や「ラッパ」が狙われやすくなるため、1人目でいきなりアウトになりやすくなる。

- 正式名称でないと反則とするルールもある。（例:ラッパ）

## 例
しりとり→りんご→ゴリラ→ラッパ→パセリ→リース→スイカ→からだ→ダウンロード→ドア→アイス・・・・・・・・・・ラーメン←負けとなる。

## 他言語における事例
ワード・チェーン（Word chain）
しりとりに似たゲームで、使用言語は英語である。別名「グラブ・オン・ビハインド (Grab on Behind)」や「ラスト・アンド・ファースト (Last and First)」、「アルファ・アンド・オメガ (Alpha and Omega)」、「ネーム・ゲーム (The Name Game)」と呼ばれたりもする。
ルールは参加者のうちの一人が決めた英単語に続いて、以降の人は順番に、前の人が言った単語の最後の文字から始まる単語を言っていく。言う単語のカテゴリー縛りや、5秒ルールなど、次の単語を言うまでの時間制限を設ける場合もある。また同じ単語を繰り返してはいけないと言うルールもある。日本語のしりとりと決定的に違うのは、アルファベットを用いていること、またアルファベットがつながっていれば良く、発音は必ずしも一致しなくてもと良いという点である。
- 例：「Bean」→「Nachos」→「Sugar」→「Rice」

主に車の中で行うゲームとして知られている。また英語を第二言語として学ぶ場合のツールとしてもよく用いられている。地名で縛りをかけたバージョンは「ジオグラフィー (Geography)」というゲーム名で呼ばれることもある。
クンマリッキ（끝말잇기）
韓国のしりとりに似たゲーム。ゲームの名前には「言葉の最後をつなぐ」という意味がある。末尾に希少な単語を使ってはいけないルールがある。
アンタークシャリ（Antakshari）
インド、パキスタン、ネパールで行われるしりとりに似たゲーム。音楽に乗せて行われる。
イグラフスロバ（Игра в слова）
ロシア語圏におけるしりとりに似た遊び。イグラフスロバとは「言葉遊び」という意味である。別名「イグラヴゴロダ (Игра в города)」。町や都市の名前しか使えないのが特徴。